# 무어개구리
무어개구리는 개구리목 개구리과의 양서류이다.

## 특징
무어개구리의 배는 흰색 또는 노란색이고 코부터 귀까지 "산적 같은" 검은색 줄무늬가 있다. 무어개구리의 몸길이는 5.5부터 6.0cm까지 다양하지만, 몸길이는 7.0cm까지 자랄수 있다. 무어개구리의 머리는 산개구리보다 더 가늘다. 옆구리와 허벅지의 피부는 부드럽다. 무어개구리는 발에 부분적으로 물갈퀴가 달려있고, 뒷다리의 길이는 개구리의 다른 품종보다 짧다. 수컷은 목구멍에서 짝을 이루는 울음주머니가 있기 때문에 발가락에 육괴가 있는 암컷과 다르다.

## 참조
- “구글 서적”. 《Concise Encyclopedia of Biology》. 2006년 3월 27일에 확인함.